# IC 4115
IC 4115 је спирална галаксија у сазвјежђу Ловачки пси која се налази на листи објеката дубоког неба у Индекс каталогу.
Деклинација објекта је + 37° 13' 20" а ректасцензија 13h 2m 49,0s. Привидна величина (магнитуда) објекта IC 4115 износи 13,7 а фотографска магнитуда 14,5. IC 4115 је још познат и под ознакама MCG 6-29-20, KUG 1300+374, PGC 45036.